# 999 Zachia
999 Zachia је астероид главног астероидног појаса са пречником од приближно 17,9 .
Афел астероида је на удаљености од 3,174 астрономских јединица (АЈ) од Сунца, а перихел на 2,053 АЈ. 
Ексцентрицитет орбите износи 0,214, инклинација (нагиб) орбите у односу на раван еклиптике 9,760 степени, а орбитални период износи 1543,602 дана (4,226 године). 
Апсолутна магнитуда астероида је 11,1 а геометријски албедо 0,199.
Астероид је откривен 9. августа 1923. године.